# Feldpost der Franzosen in Deutschland nach dem Ersten Weltkrieg 1918–1935
Beschäftigt man sich mit der Geschichte der Rheinlandbesetzung, so kommt der Rolle Frankreichs und seinem Verhältnis zu Deutschland eine Schlüsselstellung zu. Frankreich war die dominierende Macht unter den vier Besatzungsmächten und bestimmte weitgehend die Besatzungspolitik.
Am 1. Dezember 1918 überschritten die alliierten Armeen in breiter Front die Reichsgrenze und rückten in ihre Besatzungszonen ein. Am 5. Dezember erreichten die französischen Truppen Mainz, wo der Oberbefehlshaber der französischen Besatzungsarmee sein Hauptquartier aufschlug. Hier sollte es auch verbleiben bis zum Ende der Rheinlandbesetzung am 30. Juni 1930.
Die 8. Armee, beauftragt mit der Besetzung der Pfalz, bezog ihr Hauptquartier in Landau. Schwerpunkt der Besetzung außerhalb der französischen Zone waren Bonn, Düren, Siegburg und Trier.
Das Verhältnis zwischen den französischen Besatzern und der einheimischen Bevölkerung war von Anfang an sehr gespannt und von gegenseitigem Misstrauen und Vorurteilen gekennzeichnet.
Frankreich wiederum hielt die Forderungen des Versailler Vertrages nicht nur für völlig gerechtfertigt, sondern auch für durchaus erfüllbar. Peinlich genau achtete man auf die Einhaltung sämtlicher Vertragsbestimmungen und reagierte sofort mit Sanktionen, sah man den Vertrag als verletzt an. Als zum Beispiel im März 1920 Reichswehr und Freikorps ins Ruhrgebiet einrückten, um dort die im Anschluss an den Kapp-Putsch ausgebrochenen Arbeiteraufstände niederzuschlagen und dabei die entmilitarisierte Zone längs des rechten Rheinufers verletzten, besetzten französische Truppen als Sanktion den Maingau mit den Städten Frankfurt am Main, Hanau, Homburg und Darmstadt. Erst Mitte Mai 1920 wurden diese Truppen wieder zurückgezogen. Diese Politik der Ausdehnung des Besatzungsgebiets wurde von Frankreich auch in der Folgezeit praktiziert.

## Die Besetzung des Ruhrgebiets
Zu einer Zuspitzung der Lage kam es 1921. Auf der Konferenz von Paris (24.–29. Januar 1921) hatten sich die Alliierten endlich auf die Höhe der Reparationszahlungen einigen können. Deutschland sollte 269 Milliarden Goldmark zahlen, verteilt auf 42 Jahresraten und machte ein Gegenangebot, welches von den Alliierten jedoch abgelehnt wurde. Als Sanktion rückten am 7. März 1921 französische, belgische und britische Truppen in Düsseldorf, Duisburg und Ruhrort ein und stand somit an der Schwelle des Ruhrgebiets. Während man in Deutschland nach wie vor hoffte, durch Verhandlungen eine Minderung der Reparationszahlungen zu erreichen, stellten die Alliierten in London am 5. Mai ein Ultimatum. Das Ultimatum war befristet bis zum 12. Mai 1921, danach sollte die Besetzung beginnen. Frankreich beließ es jedoch nicht bei diesen Drohungen, sondern verlegte zusätzlich mehrere Divisionen aus Frankreich an den Rhein und an die Schwelle des Ruhrgebiets, um für den Einmarsch gerüstet zu sein. Erst nachdem die deutsche Regierung die alliierten Forderungen ohne Vorbehalt akzeptiert hatte, wurden die Divisionen im August 1921 nach Frankreich zurückverlegt. Die Besetzung des Sanktionsgebiets auf dem rechten Rheinufer mit Duisburg und Düsseldorf wurde jedoch als stetige Warnung aufrechterhalten.
Es zeigte sich bald, dass die Deutschen den von der Reparationskommission aufgestellten Londoner Zahlungsplan nicht einhalten konnten. Bereits am 14. Dezember 1921 musste man um Zahlungsaufschub bitten, am 31. Mai 1922 wurde ein weiterer Zahlungsaufschub gewährt. Als die Kommission am 26. Dezember 1922 einen erneuten Rückstand in der Holzlieferung feststellte, lehnten die Alliierten einen weiteren Aufschub gegen die Stimmen Großbritanniens ab. Eine gleiche Verfehlung warf man Deutschland in Bezug auf die Kohlelieferungen vor, worauf die französische Regierung unter Poincaré am 5. Januar 1923 die Besetzung des Ruhrgebiets beschloss. Mit dieser so genannten „Politik der produktiven Pfänder“ sollte die zukünftige Lieferung der Reparationsleistungen unter alliierter Kontrolle sichergestellt werden.
Am 11. Januar 1923 traf in Essen eine aus Franzosen, Belgiern und einigen wenigen Italienern bestehende Ingenieurskommission von etwa 60 Mann ein, um die Lieferkapazität der Ruhrzechen und -fabriken zu überprüfen. Begleitet wurde diese Kommission von fünf französischen Divisionen in Kriegsstärke sowie einer belgischen Division, insgesamt etwa 50.000 Mann. Während die Belgier im Norden des Ruhrgebiets einmarschierten, rückten die Franzosen im Süden vor. Am 12. Januar wurde Gladbeck, Buer, Gelsenkirchen, Wattenscheid, Steele und Werden besetzt, am 14. Januar drang man bis Velbert und Langenberg vor. Am 15. Januar stieß man über Bochum
bis Hagen-Vorhalle, Wetter, Witten, Castrop, Herten, Suderwich und Datteln vor, und am 16. Januar bis Dortmund
und Lünen.
Die Reichsregierung protestierte sofort entschieden gegen das Vorgehen der Franzosen und Belgier und stellte alle Reparationslieferungen ein. Gleichzeitig wurde die Bevölkerung des neu besetzten Gebietes, besonders Arbeiter und Beamte, zum passiven Widerstand aufgefordert. In einem Telegramm gab der Reichsminister am 19. Januar die Anweisung, dass die Beamten den Befehlen und Anordnungen der Besatzungsbehörden im Einbruchgebiet nicht nachkommen dürfen.
Nun entbrannte der „Ruhrkampf“ in aller Schärfe und führte zu einer Verhärtung der Fronten auf beiden Seiten. Auf den zunehmenden deutschen Widerstand und die sich häufenden Fälle von Arbeitsverweigerung und Sabotage antworteten die Besatzungsbehörden mit Verhaftungen, Massenausweisungen und Ausdehnung des Besatzungsgebietes. Schon im Januar, nachdem die Amerikaner aus Protest gegen das französische Vorgehen ihre Besatzungszone mit dem Brückenkopf Koblenz geräumt hatten, rückten dort die Franzosen nach und hissten auf dem Ehrenbreitstein die Trikolore.
Am 13. Februar besetzten die Belgier die Häfen Wesel und Emmerich, die Franzosen dehnten ab März ihre Besetzung auf Remscheid und Vohwinkel, Mannheim, Karlsruhe und Darmstadt aus. Auch die Gebiete zwischen den Brückenköpfen von Köln, Koblenz und Mainz wurden besetzt. Auf die zunehmenden Sabotageakte im Bereich des Schienenverkehrs antworteten die Franzosen mit der Androhung der Todesstrafe für alle jene Eisenbahner, die sich der „Transportgefährdung“ schuldig machten. Schließlich kam es auch hier zu Massenausweisungen. Die deutschen Hoffnungen auf den völligen Zusammenbruch des Verkehrs- und Transportwesens und ein französisches Einlenken erfüllten sich jedoch nicht. Den Franzosen und Belgiern gelang es innerhalb kürzester Zeit, mit Hilfe mehrerer Tausend Eisenbahner aus Frankreich und Belgien, den Bahnverkehr im Ruhrgebiet und im Rheinland in eigener Regie zu übernehmen und den eigenen Bedürfnissen entsprechend aufrechtzuerhalten. Leidtragender von Einschränkungen im Bahn- und Postverkehr blieb somit am Ende die Zivilbevölkerung.
Zwischen den besetzten Gebieten und dem freien Reichsgebiet wurde eine Zollgrenze eingeführt.
Besuche über die Grenze hinüber waren nur mit Genehmigung der Besatzungsbehörden möglich. Von April an lief die Grenze gegen das freie Deutschland über Dorsten, dem damaligen Haltern (heute: am See), Datteln, Waltrop nach Lünen, von dort über Scharnhorst nach Brackel, Aplerbeck, Hengstey und Hagen-Vorhalle, um über Volmarstein, Schee, Vohwinkel, Lüttringhausen, Remscheid, Wipperfürth die britische Besatzungszone zu erreichen. Am 12. August 1923 musste die Reichsregierung den passiven Widerstand abbrechen, da die Kosten nicht mehr tragbar waren.
Nachdem sich die Reichsregierung einverstanden erklärt hatte, die Reparationsfrage neu zu regeln und auch die französische Regierung diesem Plan grundsätzlich zugestimmt hatte, trafen vom 16. Juli bis zum 16. August 1924 die Verhandlungspartner zu neuen Besprechungen in London zusammen, um hier eine Reihe von Abkommen auszuhandeln. Im Anschluss daran erklärte sich Frankreich bereit, innerhalb eines Jahres, also bis zum August 1925, das Ruhrgebiet zu räumen. Als erstes Ergebnis fielen Anfang September 1924 die Zollschranken zwischen den besetzten und unbesetzten Teilen Deutschlands. Der freie Waren- und Personenverkehr war somit wiederhergestellt. Bis zum Jahresende wurden auch die Außenbezirke des Ruhrgebiets geräumt und die Besatzungstruppen reduziert. So unterhielten die Franzosen bis zur Räumung Dortmunds im Oktober 1924 nur noch drei Divisionen im Ruhrgebiet, danach nur noch die 3. Division in Bochum und Düsseldorf sowie die 77. Division in Essen. Auch die Einbruchgebiete zwischen den Brückenköpfen wurden bis zum Jahresende geräumt.
Am 31. Juli 1925 hatten die letzten französischen Truppen das Ruhrgebiet verlassen. Am 25. August 1925 räumten Franzosen und Belgier auch das Sanktionsgebiet auf dem rechten Rheinufer mit den Städten Düsseldorf und Duisburg. Damit waren wieder alle Gebiete außerhalb des im Dezember 1918 besetzten Gebiets besatzungsfrei.

## Die Räumung des besetzten Rheinlands
Laut Versailler Vertrag sollte im Januar 1925 die 1. Zone des Rheinlands mit dem Brückenkopf Köln von den Besatzungstruppen geräumt werden. Genau zu diesem Zeitpunkt kam die Interalliierte Militärkontrollkommission unter französischer Leitung jedoch zu der Erkenntnis, dass Deutschland mit seinen Abrüstungsanstrengungen im Verzug sei. Mit Hinweise auf die Verletzung des Versailler Vertrags wurde die anstehende Räumung trotz heftiger deutscher Proteste verschoben, ohne dass ein neuer Termin genannt wurde.
Auf Initiative Stresemanns kam es im Oktober 1925 zur Konferenz von Locarno, auf der Deutschland Frankreich und Belgien die Unverletzlichkeit der Westgrenze sowie die Entmilitarisierung des Rheinlands garantierte, wobei England und Italien als Garantiemächte auftraten. Der Vertrag von Locarno markierte einen Wendepunkt in den deutsch-französischen Beziehungen. Als unmittelbares Ergebnis erfolgte die Räumung der Kölner Besatzungszone; sie begann einen Tag vor der Unterzeichnung der ratifizierten Verträge in London am 1. Dezember 1925 und war Ende Januar 1926 abgeschlossen.

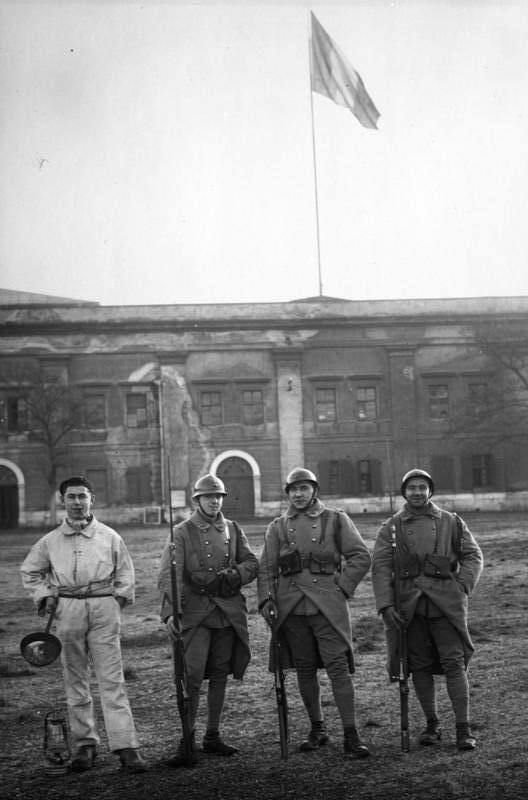
Französische Fahnenwache 1929 auf der Festung Ehrenbreitstein in Koblenz

Erhebliche Erleichterungen für das noch besetzte Gebiet folgten bald darauf. Die Besatzungstruppen wurden weiter reduziert, und am 31. Januar 1927 erklärte die Interalliierte Militärkontrollkommission ihre Arbeit in Deutschland für beendet.
Anlässlich der jährlichen Völkerbundstagung in Genf im September 1928 kam Deutschland mit Frankreich, Belgien und Großbritannien überein, über die nun von Deutschland geforderte vorzeitige Räumung der zweiten und dritten Rheinlandzone, Verhandlungen aufzunehmen. Der Young-Plan brachte keine fühlbare Erleichterung der Reparationslasten, wie von Deutschland ursprünglich erhofft, er wurde jedoch angenommen, da Frankreich davon die Räumung des Rheinlands abhängig machte. Auf der ersten Internationalen Konferenz in Den Haag im August 1929, die über den Bericht der Sachverständigen zum Young-Plan zu befinden hatte, erhielt Stresemann vom französischen Außenminister Aristide Briand dann die langersehnte Zusage der völligen Rheinlandräumung. Sie begann mit der Räumung der 2. Besatzungszone um den Brückenkopf Koblenz ab September 1929. Am 30. November 1929 wurde auf dem Ehrenbreitstein die Trikolore niedergeholt, die 2. Zone war damit besatzungsfrei. Bis zum Jahresende verließen auch die letzten noch verbliebenen Kontingente der Briten und Belgier das Rheinland.
Bis zum 30. Juni 1930 räumten die französischen Besatzungstruppen dann auch die letzte Besatzungszone mit dem Brückenkopf Mainz. Damit endete die Zeit der alliierten Rheinlandbesetzung nach knapp 12 Jahren, fünf Jahre früher, als es der Versailler Vertrag bei seinem Inkrafttreten 1920 vorgesehen hatte. Zurück blieb nur das kleine Kontingent der französischen Bahnschutztruppen im Saargebiet. Mit ihrem Abzug im Dezember 1930 endete die Anwesenheit französischer Besatzungstruppen nach dem Ersten Weltkrieg.

## Die Französische Feldpost im Rheinland
Bei ihrem Einmarsch ins Rheinland wurden die französischen Besatzungstruppen von ihren Feldpostämtern begleitet. Diese sogenannten „Secteur Postal“ (übersetzbar mit „Postsektor“ oder „Abschnittspostamt“) waren durchnummeriert und jeweils einer größeren Militärformation zugeordnet. Dies waren Armeekorps oder Divisionen sowie wichtige militärische Dienststellen, seltener Brigaden oder andere kleinere Formationen unterhalb der Divisionsebene. Der Secteur Postal einer Einheit war von seinem Charakter her mobil und nicht an einen Standort gebunden. Einige Secteur Postal unterhielten sogenannte „Sous Secteur“ (Zweigpostämter). Diese Zweigpostämter führten die gleiche Secteur-Nummer wie ihr vorgesetztes Feldpostamt, gefolgt von dem Buchstaben „A“ oder „B“. So hatte zum Beispiel das Zweigpostamt des Schießplatzes der Französischen Rheinarmee in Bitch/Lothringen die Nummer „4 A“, da es dem „Secteur Postal 4“ in Zweibrücken unterstand.
Neben diesen beiden Arten von Feldpostämtern gab es noch den „Secteur Fictif“ (übersetzbar mit „Schein-Postamt“ oder „fiktives Postamt“). Diese Secteur Fictif konnten für kleinere Einheiten eingerichtet werden, bei denen sich aus rein wirtschaftlichen Erwägungen die Einrichtung eines eigenen Feldpostamtes nicht lohnte. So war zum Beispiel der Brückenkopf Kehl auf der rechten Rheinseite gegenüber Straßburg nur von einer Halbbrigade besetzt. Ihr wurde als Feldpostanschrift der „Secteur Postal 250“ zugeteilt, obwohl es in Kehl kein Feldpostamt gab. Der entsprechende Nummernstempel wurde auf der Post dieser Einheit erst im Bahnhof Straßburg abgeschlagen, so dass man sagen kann, dass dieser Secteur und damit das Feldpostamt nur aus einer Adresse und einem Stempel bestanden.
Zuständig für die Post war bei den einzelnen Einheiten der „Vaguemestre“, der Feldpost-Unteroffizier. Er lieferte die Post seiner Einheit beim entsprechenden Secteur Postal ab und nahm dort auch die an die Einheiten gerichtete Post in Empfang.
Die beim Secteur Postal gesammelte Post wurde von diesem an ein „Bureau Frontière“ (übersetzbar mit „Front-“ oder „Grenz-Postamt“) weitergeleitet. Dieses Bureau Frontière war das Basis- oder Zentralfeldpostamt für die gesamte Rheinarmee.
Es leitete die Post weiter an das „Bureau Central Militaire“ (BCM) in Paris, dem obersten Feldpostamt der französischen Armee. Gleichzeitig war das Bureau Frontière Auswechselpostamt zwischen der Feldpost und der Zivilpost. Das für die Französische Rheinarmee zuständige Bureau Frontière trug die Bezeichnung „BUREAU FRONTIERE D“. Es war 1919 aus Le Bourget nach Saarbrücken verlegt worden, um nach einiger Zeit in den Bahnhof von Metz verlagert zu werden. Von dort aus versorgte es die französische Rheinarmee bis zum Ende der Besatzungszeit.
Mit Inkrafttreten des Versailler Vertrages und des Rheinlandabkommens Anfang 1920 änderte sich der Charakter der Besatzungsarmee und somit auch der ihrer Feldpostämter. Die Armee bezog jetzt feste Garnisonen, womit auch die Feldpostämter ihre Mobilität verloren. Als Folge davon versorgten sie nun einen Standort und alle in seinem Einzugsbereich stationierten Truppen wie auch die nichtmilitärischen Dienststellen der Besatzungsmacht. Der Secteur Postal verblieb nun auch am Standort, wenn die Formation, der er ursprünglich zugeteilt war, diesen verließ und durch eine andere Einheit ersetzt wurde. Aus den Formationspostämtern wurden somit stationäre Postämter. Nur in Ausnahmesituationen, wie zum Beispiel während der Androhung der Ruhrbesetzung im Mai 1921, kamen mit den zusätzlich aus Frankreich nach Deutschland verlegten Divisionen wieder eine Reihe von Formationspostämtern ins Rheinland. Mit dem Rückzug dieser Divisionen verschwanden auch diese Feldpostämter wieder, um dann während der Ruhrbesetzung im Januar 1923 erneut aufzutauchen. Auch während der großen Manöver in den Jahren 1926 bis 1928 kehrte die Französische Rheinarmee zu den mobilen Formationspostämtern zurück.
Insgesamt lässt sich aber ab etwa 1920 mit ziemlicher Sicherheit aufgrund des Feldpostnummernstempels oder aber der Secteur Postal-Nummer in der Absenderangabe der Standort des jeweiligen Aufgabefeldpostamtes bestimmen. Bis Ende 1920 waren auch alle Feldpostämter mit Nummernstempeln ausgestattet und die alten Stempel ohne Nummer aus den Kriegsjahren und der Anfangszeit der Besatzung weitestgehend aus dem Verkehr gezogen worden.
Die Anzahl der französischen Feldpostämter änderte sich im Laufe der Besatzungszeit. Ihren Höhepunkt erreichte sie während der Vorbereitung der Ruhrbesetzung 1921 und der Ruhrbesetzung selbst in den Jahren 1923/24. Mit der Räumung des Ruhrgebiets 1925 und der sich anschließenden Räumung der 1. Besatzungszone mit dem Brückenkopf Köln 1926 nahm die Zahl der französischen Feldpostämter im Rheinland stetig ab. Hinzu kamen die Truppenverminderungen aufgrund der sich entspannenden Situation zwischen Frankreich und Deutschland nach dem Vertrag von Locarno. Mit der Räumung der 3. Besatzungszone im Juni 1930 schließlich verließen auch die letzten noch verbliebenen französischen Feldpostämter das Rheinland. Als letztes französisches Feldpostamt auf deutschem Boden nach dem Ersten Weltkrieg schloss im Dezember 1930 der „Secteur Postal 219“ in Saarbrücken.

### Porto
Während der gesamten französischen Besatzungszeit galt für die Normalpost der Armeeangehörigen nach Frankreich oder den Kolonien in Nordafrika, dem Herkunftsgebiet vieler Besatzungssoldaten, Gebührenfreiheit. Der Absender notierte auf seiner Post rechts oben den Vermerk „F.M.“ (= Franchise Militaire) oder „S.M.“ (= Service Militaire), um die Sendung als Militärpost kenntlich zu machen und somit die Erhebung einer Nachgebühr beim Empfänger zu vermeiden. Der Vaguemestre der Einheit schlug außerdem auf den bei ihm abgelieferten Poststücken seinen Dienststempel ab und bestätigte somit den Anspruch des Absenders auf Portofreiheit. Auch die Angabe einer Feldpostadresse mit der entsprechenden Secteur Postal-Nummer wies den Absender als Militärangehörigen aus. Letztes Merkmal für gebührenfreie Beförderung war schließlich der Abschlag des Feldpoststempels des Aufgabepostamtes.
Waren normale Briefe und Postkarten auch gebührenfrei, so waren besondere Versendungsformen, wie zum Beispiel Einschreiben, mit französischen Marken zu den französischen Inlandstarifen freizumachen. Bei Post an Empfänger außerhalb Frankreichs und seiner Kolonien galten die entsprechenden französischen Auslandstarife.
Die Benutzung der Feldpost stand auch dem im Rheinland tätigen französischen Zivilpersonal der verschiedenen Besatzungsbehörden offen. Der Personenkreis musste seine Post allerdings zum französischen Inlandtarif frankieren.

## Die Feldpoststempel

Beispiele französischer Feldpoststempel

Beim Einmarsch nach Deutschland benutzten die Besatzungseinheiten weiterhin ihre Feldpoststempel aus den letzten Kriegstagen. Aus diesen waren 1916/17 aus Sicherheitsgründen die Nummern herausgekratzt worden, um dem Gegner die Identifizierung und Lokalisierung der Einheiten zu erschweren. Diese Entfernung der Nummern war nicht überall mit Sorgfalt geschehen, so dass in vielen Stempeln noch Reste alter Nummern zu erkennen waren. Zur Verwendung kam überwiegend der Einkreisstempel mit der Inschrift TRESOR ET POSTES, seltener der ältere, kleinere Zweikreisstempel. Einige Einheiten kehrten aber auch wieder zu ihren alten Nummernstempeln aus der Anfangszeit des Krieges zurück. Nach der Unterzeichnung des Friedensvertrages von Versailles kehrte die nun als ARMÉE FRANCAISE DU RHIN bezeichnete Besatzungsarmee zum System der Nummernstempel zurück. Einheit des Absenders bzw. Aufgabeort waren nun aus der „Secteur Postal“- Nummer im Feldpoststempel zu erkennen.
Ab Juni 1924 fand die Trennung der Finanzverwaltung (Tresorie) und des Postwesens (Postes) in Frankreich auch ihren Niederschlag in den Feldpoststempeln. Die alten Nummernstempel mit der Inschrift TRESOR ET POSTES wurde folgerichtig durch neue Einkreisstempel mit der Inschrift POSTE AUX ARMEES ersetzt. Diese Stempel blieben dann bis zum Ende der Besatzungszeit in Gebrauch. Stempel ohne Nummer fanden Verwendung bei den Herbstmanövern der Rheinarmee in der Eifel von 1926 bis 1928.
Die beim jeweiligen „Secteur Postal“ aufgelieferte Post wurde durch den Feldpost-Unteroffizier an das zuständige „Bureau Frontière“ (Grenz- oder Front-Postamt) weitergeleitet. Hier wurden alle Postsendungen an und von der Rheinarmee gesammelt und an das „Bureau Central Militaire“ in Paris weitergeleitet. Gleichzeitig war das „Bureau Frontière“ Austauschpostamt zwischen Feld- und Zivilpost.
Für die Französische Rheinarmee war das „Bureau Frontière D“ zuständig. Es wurde 1919 in Saarbrücken eingerichtet, verlegte aber nach kurzer Zeit nach Metz. Die genaue Verweildauer in Saarbrücken ist nicht bekannt. Neben diesen Datumstempeln benutzte das „BUREAU FRONTIERE D“ noch zweizeilige Stempel.
Neben dem „BUREAU FRONTIERE“ unterhielt die Feldpost an wichtigen Schienenverkehrsknotenpunkten nach die sogenannten „ENTREPOTS“, Lager- und Sammelstellen für Postsäcke und Pakete, die hier aus den verschiedenen Richtungen per Bahn, aber auch per Kurier, zusammenkamen und per Bahn weiterbefördert wurden. Im besetzten Rheinland waren dies die Bahnhöfe in KÖLN und MAINZ. Sie verfügten über eigene Datumstempel, die sie auf jenen Post abschlugen, die direkt bei ihnen aufgeliefert wurden.
Das Postamt im Bahnhof KÖLN wurde wahrscheinlich im Mai 1921 eingerichtet, aus Anlass der französischen Truppenverstärkungen im Rheinland wegen der Nichteinhaltung der deutschen Reparationsleistungen. Aufgelöst wurde es im Januar 1926 mit der Räumung der 1. Besatzungszone durch die alliierten Truppen. Das Postamt im Bahnhof MAINZ existierte bis zum Ende der Rheinlandbesetzung im Juni 1930.
Anstelle des Sterns über dem Datum stand ab etwa 1924 die Uhrzeit. In Mainz wurde später ein neuer Stempel eingeführt, der im oberen Teil die Inschrift „POSTE AUX ARMEES“ und im unteren Teil „ENTREPOT MAYENCE“ trug. Zusätzlich zu diesen Datumstempeln verfügte jedes Postamt noch über die entsprechenden zweizeiligen Namensstempel.
Als letztes ist noch ein weiterer Datumstempel zu erwähnen, der ab 1925 bei der Direktion der Feldpost der Französischen Rheinarmee eingeführt wurde. Der Stempel wurde in rot abgeschlagen, soll aber auch in schwarz vorkommen. Er findet sich am häufigsten auf Dienstbriefen. Hier ist die Stempelfarbe immer rot.

### Feldpost in den Abstimmungsgebieten
Der Versailler Vertrag sah für bestimmte Teile des Deutschen Reiches (Schleswig, Ostpreußen und Oberschlesien) Volksabstimmungen vor, in denen die Bevölkerung über den zukünftigen Status dieser Gebiete entscheiden sollte. Um die Ruhe und Ordnung während der Vorbereitung und Durchführung dieser Abstimmungen zu gewährleisten, wurden die Abstimmungskommissionen jeweils von alliierten Truppenkontingenten begleitet.
Neben diesen Abstimmungsgebieten gab es noch jene Regionen, die vom Reich abgetrennt wurden und direkt der Verwaltung des Völkerbundes unterstanden (Danzig, Memelland und das Saargebiet), wobei im letzteren nach 15 Jahren eine Volksabstimmung vorgesehen war. Auch in diesen Regionen waren zeitweise alliierte Truppen stationiert.

#### Schleswig
Die beiden Zonen des Abstimmungsgebietes unterstanden der Verwaltung der Abstimmungskommission vom 15. Januar bis zum 16. Juni 1920. Das französische Kontingent der Abstimmungstruppen bestand überwiegend aus dem 2. Bataillon Chasseurs Alpins, welches am 20. Januar aus Köln kommend in der nördlichen Abstimmungszone eintraf. Die Franzosen verfügten über keine eigene Feldpost, sondern bedienten sich des Kurierdienstes oder benutzten die Zivilpost. Belege dieser kleinen Truppe wären also nur an etwaigen Absenderangaben oder eventuellen Truppenstempeln oder Stempeln der Abstimmungskommission zu erkennen.

#### Oberschlesien
Oberschlesien unterstand der Verwaltung der Interalliierten Regierungs- und Plebiszitskommission für Oberschlesien (C.I.H.S., französisch Commission Interalliée der Haute Silésie) vom 12. Februar 1920 bis 14. Juli 1922. Das französische Kontingent der Abstimmungstruppen unter dem Oberbefehl von General Henri Le Rond (1864–1949) bestand aus der 46. Division Chasseurs Alpins, verstärkt durch das 22. Bataillon Chasseurs Alpins. Hauptstandorte waren Oppeln und Gleiwitz.
Die 46. Division benutzte ihren alten „Secteur Postal“ aus der Zeit des Krieges, „S.P. 184.“ Der Stempel kommt in zwei Typen vor, die sich an der unterschiedlichen Größe und Breite der Stempelnummer und der Sterne unterscheiden lassen. Daneben wurde in den Jahren 1920/21 auch noch ein alter Stempel mit ausgekratzter Nummer benutzt. In diesem Fall kann nur die Absenderangabe oder ein anderer Hinweis die Herkunft aus Oberschlesien belegen.

#### Memel und Danzig
Diese beiden Städte waren mit ihrem Umland vom Deutschen Reich abgetrennt worden und unterstanden direkt der Verwaltung durch den Völkerbund. Um einer befürchteten Annexion durch Litauen bzw. Polen zu begegnen, wurden in beiden Städten zunächst alliierte Truppen stationiert.
In Memel bezog das 21. Bataillon Chasseurs Alpins Quartier. es war vorher Teil der 66. Infanterie-Division und erhielt daher den alten „Secteur Postal“ dieser Einheit, „S.P. 190“, zugeteilt. Der S.P. 190 versorgte ebenfalls das 10. Bataillon Chasseurs Alpins in Danzig. Beim S.P. 190 handelt es sich um einen sogenannten „Secteur Fictif“, d. h., es bestand kein eigenes Postamt, und es gab auch keinen entsprechenden Stempel. Der S.P. 190 war also nicht viel mehr als eine Feldpostanschrift. Ab Januar 1922 taucht der S.P. 190 auch nicht mehr in der Liste der „Secteur Postal“ auf, die das Verteidigungsministerium veröffentlichte. Im Januar 1923 wurde das Memelgebiet von Litauen besetzt.
Die bisher bekanntgewordenen Belege der französischen Truppen aus dieser Region tragen als Stempel den Abschlag eines BUREAU FRONTIERE oder den Truppenstempel des jeweiligen Kommandanten der Besatzungseinheiten.

#### Saargebiet
Das Saargebiet war bereits ab Ende November 1918 von französischen Truppen besetzt worden. Laut Versailler Vertrag sollte die Bevölkerung 1935 in einer Abstimmung über die zukünftige Zugehörigkeit dieser Region entscheiden. In der Zwischenzeit durfte Frankreich die Kohlengruben ausbeuten als Entschädigung für die deutschen Zerstörungen im Weltkrieg.
Die französischen Besatzungstruppen wurden durch den Secteur Postal 219 versorgt, der von 1918 bis 1930 in Saarbrücken stationiert war und dem das gesamte Saargebiet unterstand.
Auf Druck des Völkerbundes, dem das Saargebiet nominell unterstand, zog Frankreich nach und nach bis Mitte 1928 seine Besatzungstruppen ab und verlegte sie in die französische Besatzungszone am Rhein. Um aber die Sicherheit der Versorgungswege für die Französische Rheinarmee zu gewährleisten, die über das Schienennetz des Saargebiets liefen, wurde eine Internationale Bahnschutztruppe aufgestellt. Zu dieser Bahnschutztruppe von insgesamt etwa 800 Mann gehörten 630 Franzosen, die sich weiterhin des S.P. 219 in Saarbrücken bedienten. Die Bahnschutztruppe tat Dienst vom Juli 1927 bis zum 12. Dezember 1930. An diesem Tag verließen die letzten französischen Soldaten das Saargebiet. Damit endete gleichzeitig die französische Besetzung in Deutschland nach dem Ersten Weltkrieg.

#### Interalliierte Kommissionen
Gleich nach der Unterzeichnung des Waffenstillstandes, und verstärkt nach dem Abschluss des Versailler Vertrages, nahm eine Vielzahl von Interalliierten Kommissionen ihre Kontroll- und Verwaltungstätigkeiten auf. Soweit diese Kommissionen ihren Sitz im besetzten Rheinland oder im besetzten Ruhrgebiet hatten, bedienten sich die Kommissionsmitglieder zumeist der Feldpost der alliierten Besatzungstruppen. Anders sah es jedoch mit den vielen Dienststellen im unbesetzten Teil Deutschland aus, wo keine Truppen stationiert waren und dementsprechend auch keine Feldposteinrichtungen zur Verfügung standen.
Die wichtigste Kommission war die COMMISSION MILITAIRE INTERALLIÉE DE CONTROLE mit Hauptsitz in Berlin, die ihre Tätigkeit erst 1927 einstellte. Sie besaß drei Unterausschüsse zur Überwachung der Rüstung, der Heeresstärke und der Befestigungsanlagen. Diese Kommission allein verfügte schon über 22 Regionalausschüsse in Berlin, Breslau, Dresden, Frankfurt am Main, Hannover, Kiel, Köln, Königsberg, Münster, München, Stettin und Stuttgart. Hinzu kamen noch drei französisch-belgische Außenstellen in der neutralen Zone (Duisburg, Frankfurt am Main, Karlsruhe).
Die Post der Angehörigen dieser Kommissionen wurde entweder per Diplomatenpost befördert oder per Kurier dem nächsten alliierten Feldpostamt zur Weiterbeförderung überbracht. Durch den Versailler Vertrag (Artikel 249) und das Rheinlandabkommen (Art. 11 & 12) war darüber hinaus auch die Deutsche Post verpflichtet, entsprechende Postbeutel der Alliierten gebührenfrei und unkontrolliert zu befördern. Um die Berechtigung auf portofreie Beförderung durch die Feldpost wie durch die Zivilpost zu dokumentieren, musste auf der Post der entsprechende Dienststempel der jeweiligen Kommission abgeschlagen werden. Diese dienten dazu, die Herkunft zu kennzeichnen, und um sicherzustellen, dass die Erhebung einer Nachgebühr beim Empfänger unterblieb.